# Amerila thermochroa
Amerila thermochroa är en fjärilsart som beskrevs av George Francis Hampson 1916. Amerila thermochroa ingår i släktet Amerila och familjen björnspinnare. Inga underarter finns listade i Catalogue of Life.